# C.W. Winter
C.W. Winter es un director de cine y guionista estadounidense.

## Primeros años
Nacido en Newport Beach, California (EE. UU.), estudió en el California Institute of the Arts. Ha escrito artículos para "Cinema Scope" y "Moving Image Source". En febrero de 2020 finalizó su doctorado en práctica y teoría del arte en la Universidad de Oxford. Ya ha codirigido The Anchorage con Anders Edström. La película les valió a ambos el Pardo d'oro Cineasti del presente en Locarno.

## Filmografía
- One Plus One 3 (2009)
- The Anchorage (2009)
- The Works and Days (of Tayoko Shiojiri in the Shiotani Basin) (2020)